# Talaat Mansour
Talaat Mansour El-Sayed (ar. طلعت منصور السيد سلامة; ur. 26 lutego 1967) – egipski piłkarz grający na pozycji obrońcy. W swojej karierze rozegrał 17 meczów w reprezentacji Egiptu.

## Kariera klubowa
Swoją karierę piłkarską Mansour rozpoczął w klubie Al-Masry. W 1987 roku zadebiutował w jego barwach w pierwszej lidze egipskiej i grał w nim do 1993 roku. Wtedy też przeszedł do Zamaleku. W sezonach 1994/1995, 1995/1996 i 1996/1997 wywalczył z nim trzy wicemistrzostwa Egiptu z rzędu. W 1997 roku wrócił do Al-Masry, a w 1998 roku zakończył w nim swoją karierę.

## Kariera reprezentacyjna
W reprezentacji Egiptu Mansour zadebiutował 3 marca 1990 w przegranym 1:3 grupowym meczu Pucharu Narodów Afryki 1990 z Wybrzeżem Kości Słoniowej, rozegranym w Algierze. Na tym turnieju rozegrał jeszcze dwa mecze grupowe: z Nigerią (0:1) i z Algierią (0:2).
W 1994 roku Mansour został powołany do kadry na Puchar Narodów Afryki 1994. Na tym turnieju rozegrał trzy spotkania: grupowe z Gabonem (4:0) i z Nigerią (0:0) oraz ćwierćfinałowe z Mali (0:1). Od 1990 do 1994 rozegrał w kadrze narodowej 17 meczów.